# Alessandro Citolini
Alessandro Citolini (* um 1500 in Serravalle (Vittorio Veneto); † um 1582 in London) war ein italienischer Dichter, Romanist, Grammatiker und Lexikograf.

## Leben
Citolini war Schüler von Giulio Camillo Delminio. Er publizierte 1561 unter dem Titel Tipocosmia eine lexikalisch reiche Enzyklopädie, die von John Florio ausgeschlachtet wurde. Citolini galt in Italien als Häretiker und ging deshalb 1565 über Genf und Straßburg nach London, wo er als Sprachlehrer für Italienisch das Manuskript einer Italienischen Grammatik  hinterließ.
In der Romanistik ist er vor allem für seine Lettera in difesa de la lingua volgare von 1540 bekannt, die als Vorläufer und Quelle des Dialogo delle lingue (1542) von Sperone Speroni  1542 gelten kann und 2003 neu herausgegeben wurde.

## Werke
- Lettera di M. Alessandro Citolini in difesa de la lingua volgare, scritta al magnifico M. Cosmo Pallavicino, Venedig 1540, 1551; Alessandro Citolini da Serravalle (Serravalle 1500 circa-Londra dopo 1582) e la Lettera de la lingua volgare, hrsg. von Nilo Faldon, Conegliano 1990; Lettera in difesa de la lingua volgare (1540), hrsg. von Roberto Norbedo, Padua 2003
- I luoghi di Alessandro Citolini, Venedig 1541, 1551; hrsg. von Giampaolo Zagonel, Vittorio Veneto 1993
- Tipocosmia, Venedig 1561 (552 Seiten)
- Scritti linguistici, hrsg. von Claudio Di Felice, Pescara 2003